# Paramanga Ernest Yonli
Paramanga Ernest Yonli (ur. 1956) – polityk burkiński, premier od 6 listopada 2000 do 4 czerwca 2007 roku.